# Sita-agamen
Sita-agamen (Sitana) zijn een geslacht van hagedissen uit de familie agamen (Agamidae).

## Naam en indeling
De wetenschappelijke naam van de groep werd voor het eerst voorgesteld door Georges Cuvier in 1829. Lange tijd werd het geslacht vertegenwoordigd door slechts een enkele soort; Sitana ponticeriana. Tegenwoordig worden echter dertien verschillende soorten erkend. Vier soorten zijn pas ontdekt rond 2016 en in 2018 werden nog eens drie soorten beschreven. In de literatuur wordt daarom vaak een lager soortenaantal vermeld. De soorten uit het geslacht Sarada zijn sterker verwant aan deze hagedissen dan aan de andere groepen van agamen.
De wetenschappelijke geslachtsnaam Sitana is een eerbetoon aan de hindoeïstische godin Sita. In veel andere talen worden de dieren vernoemd naar hun grote keelwam. In het Engels bijvoorbeeld worden ze aangeduid met fan-throated lizards, dat 'waaierkeelhagedissen' betekent.

## Uiterlijke kenmerken
De verschillende soorten blijven relatief klein en zijn vaak bodembewonend. Mannetjes hebben een grote keelwam die vaak felle kleuren heeft. Ze communiceren hiermee met de vrouwtjes, die in tegenstelling tot de mannetjes geen keelwam bezitten.

## Verspreiding en habitat
Alle soorten komen voor in delen van Azië en leven in de landen India, Nepal en Sri Lanka. De meeste soorten (8) komen endemisch voor in India.
De habitat verschilt, van tropische en subtropische bossen tot drogere gebieden als droge bossen en scrubland. Ook in door de mens aangepaste streken worden de soorten gevonden, zoals zwaar aangetaste bossen en plantages. Van de sita-agame Sitana ponticeriana is bekend dat het dier ook op zandstranden kan worden aangetroffen.

## Beschermingsstatus
Door de internationale natuurbeschermingsorganisatie IUCN is aan één soort een beschermingsstatus toegewezen. Sitana ponticeriana wordt beschouwd als 'veilig' (Least Concern of LC).

## Soorten

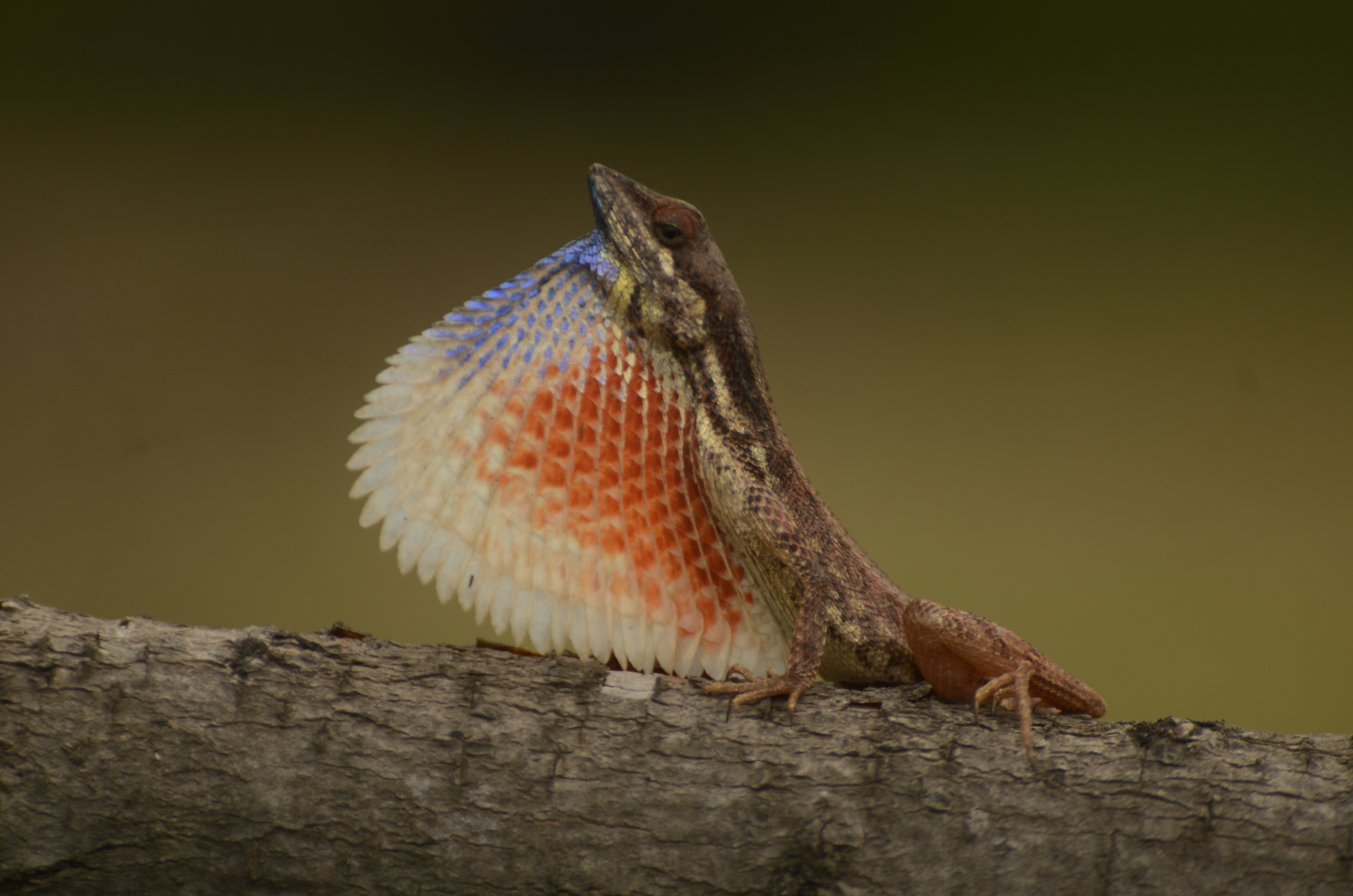
Sitana ponticeriana, India.

Het geslacht omvat de volgende soorten, met de auteur en het verspreidingsgebied.
| Naam                   | Auteur                                                                                            | Verspreidingsgebied |
| ---------------------- | ------------------------------------------------------------------------------------------------- | ------------------- |
| Sitana attenboroughii  | Sadasivan, Ramesh, Palot, Ambekar & Mirza, 2018                                                   | India               |
| Sitana devakai         | Amarasinghe, Ineich, Karunarathna in Amarasinghe, Ineich & Karunarathna, Botejue & Campbell, 2015 | Sri Lanka, India    |
| Sitana fusca           | Schleich & Kästle, 1998                                                                           | Nepal               |
| Sitana gokakensis      | Gokakensis Deepak, Khandekar, Chaitanya & Karanth, 2018                                           | India               |
| Sitana kalesari        | Bahuhuna, 2015                                                                                    | India               |
| Sitana laticeps        | Deepak & Giri, 2016                                                                               | India               |
| Sitana marudhamneydhal | Deepak, Khandekar, Varma & Chaitanya, 2016                                                        | India               |
| Sitana ponticeriana    | Cuvier, 1829                                                                                      | Nepal, India        |
| Sitana schleichi       | Anders & Kästle in Schleich & Kästle, 2002                                                        | Nepal               |
| Sitana sivalensis      | Schleich, Kästle & Shah, 1998                                                                     | Nepal               |
| Sitana spinaecephalus  | Deepak, Vyas & Giri, 2016                                                                         | India               |
| Sitana thondalu        | Gokakensis Deepak, Khandekar, Chaitanya & Karanth, 2018                                           | India               |
| Sitana visiri          | Deepak, 2016                                                                                      | India               |